# Église de Kursu
L'église de Kursu (finnois : Kursun kirkko) est une église située dans le village Kursu de la municipalité de Salla en Finlande,.

## Présentation
L'église en bois, conçue par Iikka Martas, est construite en 1964.
Le centre paroissial est cinstruit à côté du bâtiment de l'église.
L'église a une superficie de 500 mètres carrés et peut accueillir 225 personnes. 
Un clocher séparé en forme de cloche, a été construit la même année que l'église, et sa cloche date de 1964.